# Johan II av Bretagne
Johan II av Bretagne, född 1239, död 1305, var en regerande hertig av Bretagne från 1286 till 1305. 